# Margarita D'Amico
Margarita D'Amico (1938 – 12. října 2017) byla venezuelská novinářka, výzkumnice a profesorka, která významně ovlivnila uměleckou kritiku a kulturní žurnalistiku ve Venezuele.

## Kariéra
D'Amico získala bakalářský titul v oboru žurnalistiky a umění na Central University of Venezuela (UCV) v roce 1961 a postgraduální studium v oboru audiovizuálních informací na univerzitě v Paříži v roce 1964. Stala se profesorkou na Fakultě sociálních komunikací UCV.
D'Amico je autorkou knihy Lo Audiovisual en Expansión (Monte Ávila Editores, 1971). Napsala téže několik sloupků publikovaných v novinách El Nacional, např. Videosfera, Los novelistas invisibles, Sí y No, Espacios, La Nueva Música. V novinách El Universal D'Amico napsala sloupek Vanguardia Hipersónica.
D'Amico vytvořila televizní seriál Arte y Ciencia y Pioneros, vysílaný na kanálech 5 a 8 Venezolana de Televisión, stejně tak jako rozhlasový program Vanguardia Hipersónica, na Radio Caracas Radio. Uspořádala také několik video workshopů a festivalů ve Venezuele i v zahraničí. Pro zkoumání nových metod komunikace založila D'Amico Proyecto Arte y Ciencia („Projekt umění a vědy“), počínaje pilotním programem Creando con los Polímeros.
Byla spolupracovnicí v časopise Comunicación del Centro Gumilla a ve výzkumném centru Cultura Visual del Centro de Investigación y Formación Humanística (CIFH) Katolické univerzity Andrése Bella (UCAB).
D'Amico až do konce svého života zkoumala témata, jako je tvorba obrazů pomocí nových technologií, technologické možnosti vyjádření a další témata související s estetikou a moderní komunikací.
D'Amico zveřejnila svůj historický archiv, La bohemia hipermediática, prostřednictvím UCAB.